# Andriy Totovytskyi
Andriy Oleksandrovych Totovytskyi (en ucraniano: Андрій Олександрович Тотовицький; Krychylsk, Sarny, Rivne, 20 de enero de 1993) es un futbolista ucraniano. Juega de centrocampista y su equipo es el FC Kudrivka de la Liga Premier de Ucrania.

## Selección nacional
Ha representado a Ucrania en las categorías sub-17 y sub-21.
Formó parte del plantel que ganó la Copa de la CEI 2014, donde anotó cuatro goles.

## Estadísticas
Actualizado al último partido disputado el 16 de marzo de 2019.
| Shakhtar-3(préstamo) · Ucrania                                                   | 3.ª           | 2010-11       | 13 | 1 | - | - | - | - | - | - | 13 | 1 |
| Shakhtar-3(préstamo) · Ucrania                                                   | 3.ª           | 2011-12       | 26 | 7 | - | - | - | - | - | - | 26 | 7 |
| Shakhtar-3(préstamo) · Ucrania                                                   | Total club    | Total club    | 39 | 8 | 0 | 0 | 0 | 0 | 0 | 0 | 39 | 8 |
| Illichivets(préstamo) · Ucrania                                                  | 1.ª           | 2013-14       | 18 | 4 | - | - | - | - | - | - | 18 | 4 |
| Illichivets(préstamo) · Ucrania                                                  | 1.ª           | 2014-15       | 14 | 3 | 2 | 1 | - | - | - | - | 16 | 4 |
| Illichivets(préstamo) · Ucrania                                                  | Total club    | Total club    | 32 | 7 | 2 | 1 | 0 | 0 | 0 | 0 | 34 | 8 |
| Zarya(préstamo) · Ucrania                                                        | 1.ª           | 2014-15       | 9  | 1 | 2 | - | - | - | - | - | 11 | 1 |
| Zarya(préstamo) · Ucrania                                                        | 1.ª           | 2015-16       | 15 | 5 | 5 | 2 | - | - | - | - | 20 | 7 |
| Zarya(préstamo) · Ucrania                                                        | Total club    | Total club    | 24 | 6 | 7 | 2 | 0 | 0 | 0 | 0 | 31 | 8 |
| Kortrijk(préstamo) · Bélgica                                                     | 1.ª           | 2016-17       | 21 | 5 | 2 | 1 | - | - | - | - | 23 | 6 |
| Kortrijk(préstamo) · Bélgica                                                     | Total club    | Total club    | 21 | 5 | 2 | 1 | 0 | 0 | 0 | 0 | 23 | 6 |
| Mariupol(préstamo) · Ucrania                                                     | 1.ª           | 2017-18       | 22 | 5 | 3 | 1 | - | - | - | - | 25 | 6 |
| Mariupol(préstamo) · Ucrania                                                     | Total club    | Total club    | 22 | 5 | 3 | 1 | 0 | 0 | 0 | 0 | 25 | 6 |
| Shakhtar Donetsk · Ucrania                                                       | 1.ª           | 2016-17       | 1  | 0 | - | - | - | - | - | - | 1  | 0 |
| Shakhtar Donetsk · Ucrania                                                       | 1.ª           | 2018-19       | 6  | 0 | 1 | 1 | 0 | 0 | 1 | 0 | 8  | 1 |
| Shakhtar Donetsk · Ucrania                                                       | 1.ª           | 2019-20       | 0  | 0 | 0 | 0 | 0 | 0 | 0 | 0 | 0  | 0 |
| Shakhtar Donetsk · Ucrania                                                       | Total club    | Total club    | 7  | 0 | 1 | 1 | 0 | 0 | 0 | 0 | 9  | 1 |
| Total carrera                                                                    | Total carrera | Total carrera | 0  | 0 | 0 | 0 | 0 | 0 | 0 | 0 | 0  | 0 |
| (1) Incluye datos de Copa de Ucrania. (2) Incluye datos de Supercopa de Ucrania. |               |               |    |   |   |   |   |   |   |   |    |   |

## Palmarés

### Títulos nacionales
| Título                  | Club             | País    | Año     |
| ----------------------- | ---------------- | ------- | ------- |
| Liga Premier de Ucrania | Shakhtar Donetsk | Ucrania | 2018-19 |
| Copa de Ucrania         | Shakhtar Donetsk | Ucrania | 2018-19 |
| Liga Premier de Ucrania | Shakhtar Donetsk | Ucrania | 2022-23 |